# 伍超群家族
伍超群家族，祖籍廣東台山，在香港運輸業和地產先驅。

## 家族特色
伍超群家族屬於由九龍巴士（載通國際（0062.HK）旗下公司）創辦人及主要股東之一。

## 家族成員
- 伍時暢（1888 - 1974）[2]＝李銀珠[3]
  - 伍超群（Ng Chiu Kwon）＝陳玉蓮[4]
    - 伍人傑＝胡杏兒
    - 伍大慰＝黃慧儀
    - 伍錦榮＝張維民
    - 伍碧芳
    - 伍淑貞＝Augusto R. Elias
    - 伍秀娟＝陳有樂

  - 伍鈞惠（已離世）＝曾偉志、巢淑英
    - 伍麗琦＝Cassam Gooljarry
    - 伍麗明＝劉景華

  - 伍兆燦博士＝屈才英
    - 伍穎文（姐）
    - 伍穎梅（妹）
    - 伍穎嫦
    - 伍永漢

  - 伍韻鶯＝何錫爵

## 外部連結
- 臺山古今五百年 II [永久]

1. ↑  . 明報. 2017-09-26  [2018-05-18]. （原始内容存档于2018-07-04）.
2. ↑  伍時暢訃聞. 華僑日報. 1974-04-02. 第三張第二頁.
3. ↑  李銀珠訃聞. 華僑日報. 1967-11-18. 第二張第二頁.
4. ↑  伍超群訃聞. 華僑日報. 1988-03-08. 第一張第二頁.